# Lipník nad Bečvou
Lipník nad Bečvou es una localidad del distrito de Přerov, en la región de Olomouc, República Checa. Tiene una población estimada, a principios del año 2021, de 7953 habitantes.
Está ubicada en el sur de la región, sobre la zona suroriental de los montes Sudetes, a poca distancia de la orilla del río Morava —un afluente izquierdo del Danubio— y de la frontera con las regiones de Moravia-Silesia y Zlín.